# Gran incendio de Warwick
El gran incendio de Warwick ocurrió el 5 de septiembre de 1694 y destruyó la aldea de Warwick, en el condado de Warwickshire (Inglaterra), construida con casas de madera con techos de paja.
Según los historiadores, el incendio se inició en torno a las 14:00 horas y duró unas seis horas. Destruyó maravillosos edificios antiguos. Se cree que fue iniciado por la chispa de una antorcha, cuando era llevada de una casa a otra, incendiando un techo de paja de un retrete, en la parte posterior de la Friends Meeting House, junto a la High Street.
Los fuertes vientos predominantes en ese momento, aseguraron la rápida propagación del fuego. Según un testigo presencial: 

En el espacio de media hora, varios lugares, muy distantes unos de otros, estaban todos en llamas, de modo que todos los esfuerzos que se podrían utilizar para frenar la fiereza con la que avanzaba el fuego, fueron vanos e ineficaces.

La tormenta de fuego duró seis horas, durante la cual la mayoría de la población, 3500 ciudadanos, tuvieron que huir para salvar sus vidas, 250 de ellas quedaron sin hogar, y 150 edificios fueron destruidos. La mayoría de los bomberos voluntarios estaban ocupados tratando de salvar sus propias casas, pero en vista de que todo su material (cubos de agua y bombas), había sido destruido cuando el almacén en Sheep Street fue incendiado, se duda sobre si la actuación de los bomberos hubiera sido eficaz.
Las casas que hoy se conocen como 12-14 Jury Street, son sólo algunas de las que sobrevivieron en esta zona. Muchas de las casas en Jury Street se sacrificaron para crear cortafuegos, en un intento de detener el avance de las llamas. En un esfuerzo por salvar su vivienda, el doctor William Johnson pagó a un grupo de personas para tirar abajo la casa de un vecino, Nathaniel Gilstrop que vivía dos casas más arriba. Sin embargo, a la mitad de la altura de la calle está la Mansión Archer, un edificio de ladrillo con tejado de tejas, donde el progreso del fuego se detuvo resultando así innecesaria la demolición; el doctor Johnson fue demandado por los daños causados a la casa de Gilstrop. 	
La Iglesia de St. Mary's, que cumplía exactamente 300 años desde su construcción en 1394, fue gravemente dañada por el fuego, cuya intensidad fue de tal magnitud, que el plomo, desde las planchas del techo, e incluso las campanas, se derretían con el intenso calor. La torre y la nave principal fueron destruidos. Sólo el Coro y la Capilla de Beauchamp sobrevivieron, gracias sobre todo a los heroicos esfuerzos de James Fish, empleado de la parroquia, y cuatro feligreses, que combatieron el fuego. Se sabe que las pertenencias en llamas de los que huían de las calles de alrededor, incendiaron el interior de la iglesia. Es irónico que las pobres personas afectadas por el pánico, prendieran fuego al mismo lugar donde habían buscado seguridad. El coste de la restauración ascendía a 25000 Libras. Una vasta cantidad para la época. 
Un grupo de edificios más afortunados son los del Lord Leycester Hospital. 
Desde el inicio del fuego detrás de la Friends Meeting House, se extendió rápidamente hacia el lado sur de la High Street, y luego, tal vez debido a los caprichos del viento, saltó a través de la parte norte, sorteando el fuego a la mitad de los edificios de madera del hospital. 	
Los daños se estimaron en más de 100.000 libras, pero ni una sola casa en Warwick tenía seguro, de modo que los infortunados perdieron todo lo que poseían, sin contar con medios para recuperarlos. Lord Brooke y algunos magistrados, donaron £ 300 al Fondo de Socorro de Bomberos de Warwick, creada para "Ayudar a los que han perdido todo lo que tienen, y no tienen ni pan para comer, herramientas para trabajar, ni camas para dormir". Las ciudades y pueblos vecinos donaron gran cantidad de alimentos, en un intento de aliviar la terrible situación de las personas sin hogar y sin dinero.
Los que tuvieron la suerte de salvar sus casas, regresaron para descubrir que sus pertenencias habían sido robadas por saqueadores, que actuaban aprovechando el alboroto causado por el incendio. Magistrados de Warwick emitieron órdenes de búsqueda en contra de una serie de residentes locales por los distritos cercanos, pero no se sabe si se llegó a recuperar alguna pertenencia. 
Debido a la rapidez y la ferocidad de las llamas, las puertas de las celdas en la prisión de Warwick se abrieron, para evitar que los prisioneros murieran quemados vivos. Estos prisioneros, muchos violentos y peligrosos, desaparecieron rápidamente. 
Uno de los hechos más notables es que ni una sola persona falleció por causa del fuego.